# Mourad Ghazli
Mourad Ghazli, né le 17 mai 1974 à Aubagne (Bouches-du-Rhône), est un homme politique, syndicaliste, entrepreneur et ancien sportif français.

## Biographie

### Sportif de haut niveau
Il monte à Paris en 1992 pour intégrer l'Institut national du sport, de l'expertise et de la performance. Pendant sa carrière sportive, il est international de judo, vice-champion de France junior, 3e au championnat de France première division, quart de finaliste aux championnats du monde et d’Europe de sumo et champion du monde de ju-jitsu. De 1995 à 1997, il est également membre de l’équipe de rugby à XV du Stade français champion de France groupe B et A2 entraîné par Bernard Laporte avec des joueurs comme Denis Charvet ou Vincent Moscato,,.

### Politique
Après s'être présenté à la présidence de l'UMP, élection où il obtient 0,8 % des voix, il est en 2007 membre du bureau exécutif du Parti radical valoisien. Lors de l'élection présidentielle de 2007, il appelle à voter pour François Bayrou lors du premier tour et Ségolène Royal au second,,,.
Lors de l'élection municipale de 2014 à Thiais, Ghazli, chef de file local de l'UDI choisit de rejoindre la liste d'union de la droite menée par Richard Dell'Agnola (UMP). Il est présent en 13e position et la liste sort vainqueur au second tour. Ghazli est élu au conseil municipal où il est nommé maire adjoint à la sécurité et aux transports,,. En juillet 2016, il fait l'équivalence entre l'« extrémisme laicard » en France et Daesh. Le maire de Thiais, Richard Dell'Agnola, lui retire alors ses délégations en tant qu'adjoint et lui demande de démissionner ; l'UDI l'exclut. Il déclare cependant vouloir rester conseiller municipal jusqu'à la fin de la mandature « pour faire ch… le maire ». Pro-Erdogan, il vit depuis en Turquie.
Mourad Ghazli dépose en septembre 2016 sa candidature à la primaire présidentielle des Républicains de 2016, au titre du parti Mouvement pour l’équité et le développement. Elle n'est pas retenue.
Fin juin 2018, à l'occasion de la Marche des fiertés, Ghazli manifeste dans une vidéo violente (puis une série de tweets), sa haine de la communauté LGBT en France, faisant des amalgames entre homosexualité, zoophilie et pédophilie.

### Autres engagements
Mourad Ghazli est chroniqueur sur Beur FM entre 2006 et 2007. Il intervient aussi lors de l'émission radio des Grandes Gueules sur RMC Info entre 2005 et 2008. qu'il quitte en octobre 2008.
Travaillant à la sécurité de la RATP et syndicaliste de cette entreprise, Ghazli dénonce un autre syndicaliste de la RATP qui échangerait des promotions contre des faveurs sexuelles. Il dénonce aussi la passivité de la direction et des malversations financières au sein du comité d'entreprise. Certaines de ses déclarations font l'objet de reportages dans les magazines Zone interdite et Envoyé spécial,,,,. L'enquête menée par le parquet de Paris sur les faits allégués de promotion obtenue par des faveurs sexuelles est classée sans suite et la RATP demande et, après une procédure compliquée, obtient le licenciement de Mourad Ghazli pour ses propos qui « ont porté atteinte à l'entreprise ». Le 11 décembre 2013, la cour d'appel de Paris reconnait à Ghazli le droit, en tant que syndicaliste, à une certaine dose d'exagération et à la provocation. Il réintègre la RATP le 17 février 2014 à la suite de ses victoires judiciaires comme cadre à la formation.
Gestionnaire de biens, il est l’auteur d’un livre sur le logement, Propriétaires locataires, même combat.
Ghazli a été franc-maçon, membre de la Grande Loge nationale française dont il a démissionné.

## Publications
- Ne leur dites pas que je suis français, ils me croient arabe, éd. Presses de la Renaissance, 2006  (ISBN 978-2750902063)
- Propriétaires locataires même combat : Propositions pour résoudre vos problèmes de logement, coécrit avec Frédéric Gilbert, éd. Hugo et compagnie, 2006  (ISBN 978-2755600797)